# Jerry Cantrell
Jerry Fulton Cantrell Jr. (Tacoma, Washington, 18 de marzo de 1966) es un músico estadounidense, popular por ser el guitarrista y vocalista de la agrupación Alice in Chains además de ser el compositor de la mayoría de las canciones de su discografía. El cuarteto, que debutó en 1990 con el álbum Facelift, integró el movimiento grunge junto con otras bandas emblemáticas de su tiempo tales como Nirvana, Pearl Jam, Soundgarden, Mudhoney, Stone Temple Pilots, entre otros. Aparece en el puesto número 38 en la lista "Los mejores guitarristas de metal" de la revista Guitar World.
Como solista, Cantrell trabajó en la banda sonora de la película The Cable Guy para la cual aportó la canción "Leave Me Alone". En 1996 comenzó a trabajar en su primer álbum solista producido por Toby Wright, quien ya había trabajado con Alice in Chains. El disco fue editado en 1998 con el título Boggy Depot. Tras la muerte de su excompañero de banda Layne Staley en 2002, Cantrell editó su segundo disco solista bajo el título de Degradation Trip.

## Biografía

### Primeros años
Cantrell afirmó en una entrevista que creció escuchando música country y que admiraba la emoción que demostraban los intérpretes del género. Sin embargo, al pasar el tiempo empezó a interesarse en el hard rock. Adquirió su primera guitarra en la adolescencia y a los 17 años empezó a tocar de forma constante. Sus influencias iniciales fueron guitarristas como Ace Frehley, Tony Iommi, Angus Young, Jimmy Page, David Gilmour y Eddie Van Halen.
Ingresó en el coro escolar, empezando a interesarse en los tonos musicales oscuros como lo expresó en una entrevista: "En el coro cantábamos cantos gregorianos a cappella de los siglos XIV y XV. Era música tenebrosa de iglesia". Sus maestros de teatro y de música fueron sus principales motivadores para que iniciara una carrera en la industria de la música. Cuando el álbum Facelift de Alice in Chains logró la certificación de disco de oro, Cantrell le envió a ambos maestros una copia del galardón. Sus padres se divorciaron cuando apenas tenía siete años y su madre falleció en 1987 cuando Jerry tenía 21.
A mediados de la década de 1980, Cantrell inició una banda llamada Diamond Lie, que incluía al baterista Bobby Nesbitt y al bajista Mike Starr. Layne Staley, compañero de cuarto de Jerry, aceptó unirse a la banda como cantante con la condición de que Cantrell se uniera a su proyecto de música funk, grupo que duró muy poco tiempo. Diamond Lie empezó a llamar la atención en el área de Seattle y eventualmente tomó el nombre de Alice 'N Chainz, para luego llamarse de manera definitiva Alice in Chains.

### Alice in Chains
Jerry Cantrell fue el guitarrista líder, uno de los vocalistas y el principal compositor de la agrupación Alice in Chains hasta el hiato del grupo a comienzos del nuevo milenio tras la muerte de Layne Staley en abril de 2002. Su contribución en guitarras le dio a la banda un sonido orientado al heavy metal sobre su base grunge. La banda se reunió en 2005 con sus músicos sobrevivientes. Cantrell tocó algunos conciertos con Alice in Chains con la ayuda de cantantes invitados como Maynard James Keenan, Mark Lanegan, James Hetfield, Phil Anselmo, Billy Corgan, Patrick Lachman, Scott Weiland y William DuVall. El 29 de septiembre de 2009, Alice in Chains, con William DuVall como cantante, publicó su primer álbum de estudio desde la muerte de Layne Staley, titulado Black Gives Way to Blue, y realizó una gira en soporte del disco. La banda lanzó su quinto álbum de estudio, The Devil Put Dinosaurs Here, el 28 de mayo de 2013.

### Carrera como solista

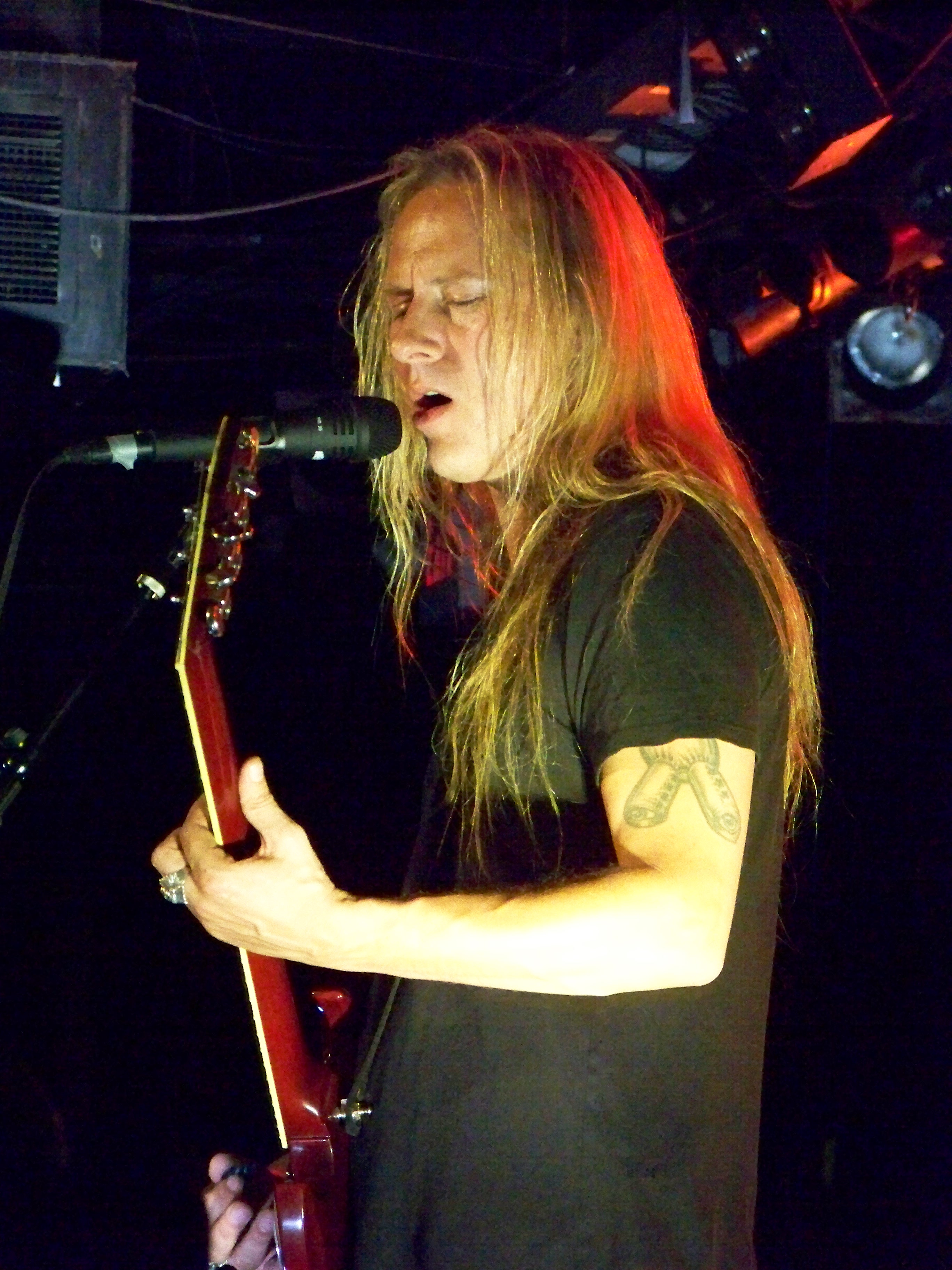
Jerry Cantrell en una actuación en el 2009.

Durante el hiato de Alice in Chains por los problemas de drogas de su vocalista Layne Staley, Cantrell colaboró en la película The Cable Guy de 1996, aportando la canción "Leave Me Alone". Su primer producción como solista, Boggy Depot, fue publicada en abril de 1998. Fueron editados tres sencillos, entre los que destaca "Cut You In". La banda que lo acompañó en la gira correspondiente estaba conformada por sus compañeros en Alice in Chains Mike Inez y Sean Kinney. En 1998, Layne Staley estuvo cerca de aparecer en concierto, algo que no ocurría desde su último recital con Alice in Chains en 1996. Cuando Cantrell fue a Seattle en la gira de Boggy Depot, invitó a Staley para que se uniera a su banda en la presentación, pero Layne rechazó la oferta.
Finalmente en junio de 2002, Cantrell publicó su segundo álbum como solista, Degradation Trip, con los músicos que hacían parte de la base rítmica de la banda de Ozzy Osbourne en ese entonces, Mike Bordin (batería) y Robert Trujillo (bajo). Publicado por Roadrunner Records, Degradation Trip salió al mercado poco después de la muerte de Layne Staley y fue dedicado a su memoria. A diferencia del sonido country de su anterior producción, Degradation Trip presentaba un sonido más oscuro, con algunos toques de doom metal. El álbum, que recibió una mejor aceptación de la crítica que el anterior, produjo dos sencillos: "Anger Rising" y "Angel Eyes", y la canción "She Was My Girl" fue incluida en la banda sonora de la película de 2002 Spider-Man. Meses después se publicó una nueva versión del álbum en formato dual, con once canciones adicionales. Posteriormente se rumoreó un tercer álbum dispuesto para el año 2006, pero su trabajo con Alice in Chains ha retrasado su grabación. Cuando se le preguntó la posibilidad de un nuevo álbum como solista, afirmó lo siguiente:

No por el momento. Mi primer y único amor ha sido esta banda (Alice in Chains). La única razón por la que grabé esos dos álbumes fue porque no nos encontrábamos trabajando como banda. Pero hacer parte de esta agrupación es un trabajo de tiempo completo. Algunas personas pueden hacer varias cosas a la vez, y tal vez cuando era joven podía hacerlo, pero no ahora.

## Colaboraciones
Cantrell ha sido guitarrista invitado en varios proyectos y álbumes, incluyendo los discos Blackacidevil de Danzig y Garage Inc. de Metallica. También tocó la guitarra en la canción "Heaven 'N Hell" del álbum Magic & Madness de la banda Circus of Power en 1993. Fue invitado por la banda Gov't Mule para cantar la canción "Effigy" del álbum The Deep End, Volume 1 en 2001.
En 2002 tocó en algunos conciertos con la banda de post-grunge Nickelback. Puede ser visto tocando la canción "It Ain't Like That" con la banda en el DVD titulado Live at Home. Chad Kroeger, cantante de Nickelback le pidió que grabara junto a él la canción "Hero" para la película Spider-Man. Cantrell no pudo asistir a la sesión de grabación y fue reemplazado por el cantante de Saliva, Josey Scott.
A comienzos del 2004 se reunió con el guitarrista de The Cult, Billy Duffy, para formar un supergrupo llamado Cardboard Vampyres. Dieron algunos conciertos en 2004. Realizando versiones de bandas como Led Zeppelin, AC/DC, The Stooges, Black Sabbath y Aerosmith, el grupo fue complementado por el cantante John Corabi, el bajista Chris Wyse y el baterista Josh Howser.
Cantrell ha colaborado con la banda de metal alternativo Deftones, grabando las partes de guitarra en la canción "Phantom Bride" del álbum Gore.
El 6 de octubre de 2009, Cantrell subió al escenario junto a la banda Pearl Jam durante su concierto en el Gibson Amphitheater en Los Ángeles. Al final del recital tocó el solo de guitarra de la canción "Alive". La noche siguiente, Jerry se unió a la banda de nuevo para tocar la canción "Kick Out the Jams".
Apareció en la película Singles junto al resto de sus compañeros en Alice in Chains tocando las canciones "It Ain't Like That" y "Would?". También hizo un pequeño cameo en la película Jerry Maguire, protagonizada por Tom Cruise y Renée Zellweger.

## Discografía

### Como solista
| Álbum | Detalles                                                                                          | Posición en las listas | Posición en las listas | Posición en las listas | Posición en las listas |
| Álbum | Detalles                                                                                          | Estados Unidos         | Australia              | Canadá                 | Nueva Zelanda          |
| ----- | ------------------------------------------------------------------------------------------------- | ---------------------- | ---------------------- | ---------------------- | ---------------------- |
| 1998  | Boggy Depot - Publicación: 31 de marzo de 1998 (Vinilo) 7 de abril de 1998 (CD) - Sello: Columbia | 28                     | 25                     | 39                     | 46                     |
| 2002  | Degradation Trip - Publicación: 18 de junio de 2002 - Sello: Roadrunner                           | 33                     | 34                     | 35                     | 36                     |
| 2002  | Degradation Trip Volumes 1 & 2 - Publicación: 26 de noviembre de 2002 - Sello: Roadrunner         | —                      | —                      | —                      | —                      |
| 2021  | Brighten - Publicación: 29 de octubre de 2021 - Sello: Warner music                               | —                      | 63                     | —                      | —                      |
| 2024  | I Want Blood - Publicación: 18 de octubre de 2024 - Sello:                                        | —                      | —                      | —                      | —                      |

### Sencillos
| Año  | Canción          | Posición en las listas     | Posición en las listas        |
| ---- | ---------------- | -------------------------- | ----------------------------- |
| Año  | Canción          | Estados Unidos Alternativo | Estados Unidos Hot Mainstream |
| 1996 | "Leave Me Alone" | —                          | 14                            |
| 1998 | "Cut You In"     | 15                         | 5                             |
| 1998 | "Dickeye"        | —                          | 36                            |
| 1998 | "My Song"        | —                          | 6                             |
| 2002 | "Anger Rising"   | —                          | 10                            |
| 2002 | "Angel Eyes"     | —                          | —                             |
| 2021 | "Brighten"       |                            |                               |

### Videos oficiales
- 1996 - Leave Me Alone
- 1998 - Cut You In
- 1998 - My Song
- 2002 - Anger Rising
- 2017 - A Job To Do

### Con Ozzy Osbourne
- Under Cover (2005)